# ニューウェ・メルウェデ川

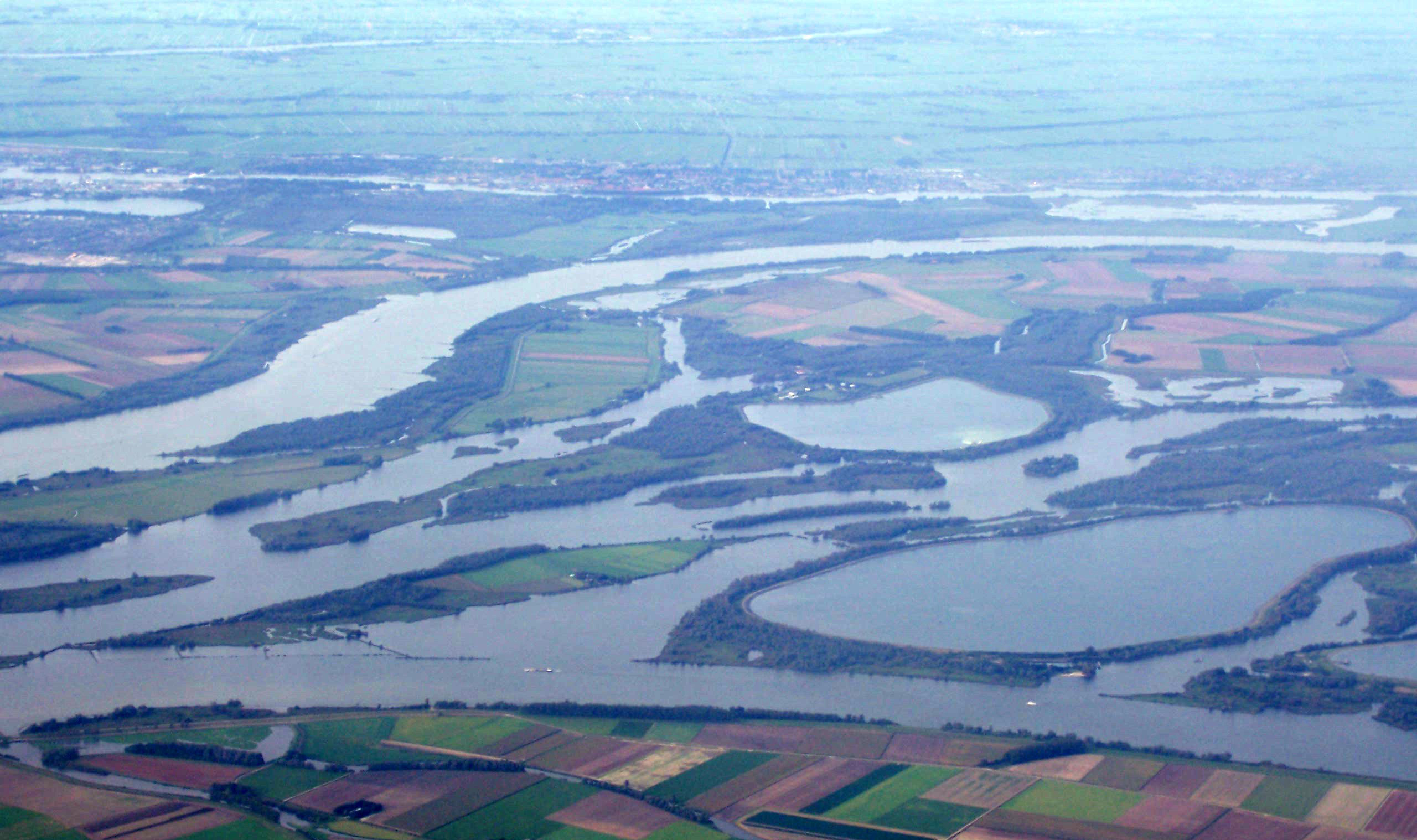
ビースボス国立公園とニューウェ・メルウェデ川

ニューウェ・メルウェデ川（ニューウェ・メルウェデがわ）またはニュー・メルウェデ川（ニュー・メルウェデがわ、蘭：Nieuwe Merwede）は、オランダを流れる川で、ライン川がライン・マース・スヘルデ三角州に流れ込んで分岐した川の一つである。この川は、1861年から1874年にメルウェデ川とホランス・ディープ川を接続するために開削された運河である。
ヴェルケンダム北岸でボーフェン・メルウェデ川がベネデン・メルウェデ川とニューウェ・メルウェデ川に分岐し、ニューウェ・メルウェデ川はそこからアメル川に合流するまでの約20kmの河川である。
ニューウェ・メルウェデ川とアメル川に挟まれた三角州にはオランダで最大の面積を誇る国立公園のビースボス国立公園があり、ホシハジロ、ミミカイツブリなどの生息地として1980年にラムサール条約登録地となった。
ニューウェ・メルウェデ川本流の経路
ライン川 > ワール川 > ボーフェン・メルウェデ川 > ニューウェ・メルウェデ川 > ホランス・ディープ川 > ハーリングフリート川・フォルケラク川 > 北海

## 関連項目

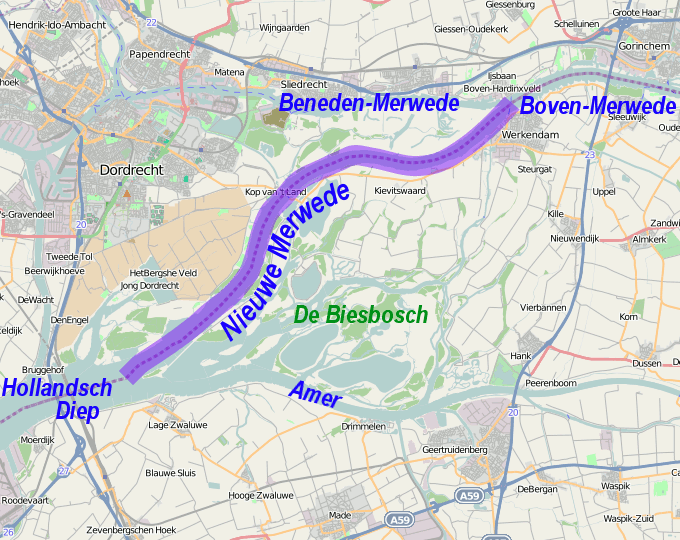
位置図

## 流域の自治体・都市
オランダ
南ホラント州
北ブラバント州：ヴェルケンダム